# Frank B. Weeks

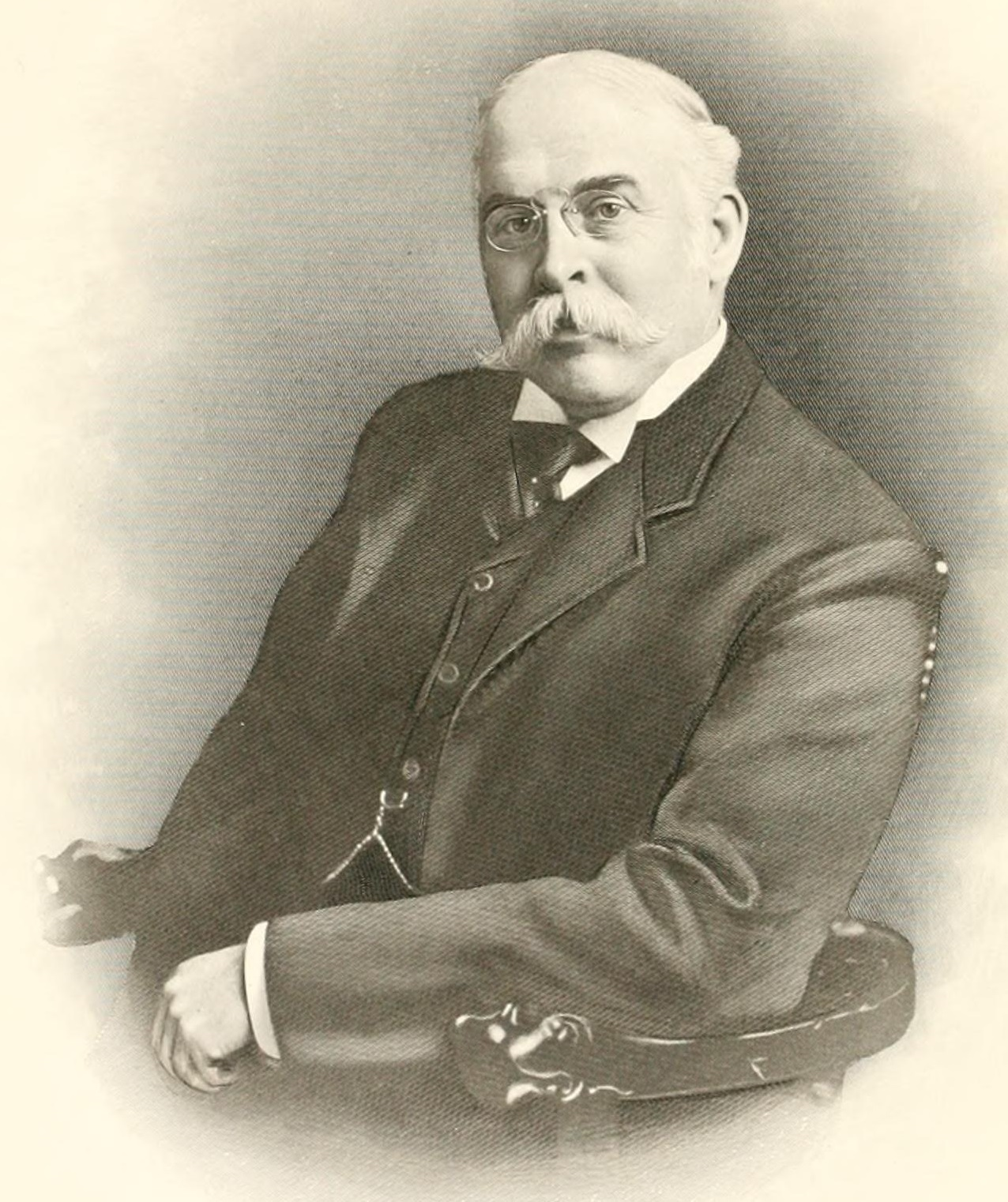
Frank B. Weeks, 1910

Frank Bentley Weeks (* 20. Januar 1854 in Brooklyn, New York City; † 2. Oktober 1935 in Middletown, Connecticut) war ein US-amerikanischer Politiker und von 1909 bis 1911 Gouverneur des US-Bundesstaates Connecticut. Er war Mitglied der Republikanischen Partei.

## Frühe Jahre und politischer Aufstieg
Frank Weeks graduierte 1872 am Eastman Business College in Poughkeepsie, New York. Im selben Jahr wurde er stellvertretender Superintendent von Connecticuts Anstalt für Geisteskranke, wo er für mehr als 30 Jahre als Verwalter tätig war. Weeks war auch Direktor der Middletown Mutual Assurance Company und der Middletown Savings Bank. Ferner etablierte er die Handelskammer von Middletown. Er entschied sich 1904, eine politische Laufbahn einzuschlagen, indem er als Präsidentschaftswahlmann fungierte. Im November 1908 wählte man ihn zum Vizegouverneur von Connecticut.

## Gouverneur von Connecticut
Am 21. April 1909 verstarb der amtierende Gouverneur Lilley und Weeks, der damals Vizegouverneur war, übernahm dessen Amtsgeschäfte. Während seiner Amtszeit wuchs die Bevölkerung auf Grund eines starken Zustroms von Einwanderern in die Stadtgebiete rasch an. Weeks regelte auch den Etat und folgte Gouverneur Lilleys Wirtschaftspolitik bei seinen Bestrebungen, die Steuern zu senken. Er setzte sich auch gegenüber den Monopolisten bei der Unterstützung der Industriestatuten durch. Nach Ablauf von Gouverneur Lilleys Amtszeit verließ Weeks am 4. Januar 1911 das Amt und kehrte wieder zurück zu seinen Geschäften.

## Weiterer Lebenslauf
Später war er Delegierter der Republican National Convention von 1912. Er war auch Verwalter der Wesleyan University sowie Gründungsmitglied der Middletown Historical Society. Im Alter von 81 Jahren verschied Frank B. Weeks am 2. Oktober 1935. Er wurde anschließend auf dem Indian Hill Cemetery in Middletown beigesetzt.